# مركز التجارة العالمي (1973–2001)
مركز التجارة العالمي (بالإنجليزية: World Trade Center)‏ و يشار إليه بصورة غير رسمية بالأحرف WTC أو «البرجين التوأمين». كان المبنى مجمعاً يتكون من سبعة مبان تقع في مانهاتن السفلى في مدينة نيويورك، الولايات المتحدة والذي صممه المهندس المعماري الأمريكي والياباني الأصل مينورو ياماساكي وقامت ببنائه هيئة موانئ نيويورك ونيوجيرسي. ولقد بدأت الفكرة في عام 1960، عن طريق رابطة منهاتن السفلى برئاسة ديفيد روكفلر، مع دعم قوي من حاكم نيويورك وشقيقه نيلسون روكفلر. مركز التجارة العالمي وكغيره من مراكز التجارة العالمية ينتمي إلى رابطة مراكز التجارة العالمية. وقبل تدميرها في أحداث 11 سبتمبر 2001 استأجرت هيئة الموانئ معظم أجزاء المجمع للاري سيلفرستاين في يوليو 2001. كان المجمع يقع في قلب مدينة نيويورك وسط المقاطعة المالية في 1,24 مليون متر مربع (13,4 مليون قدم مربعة) ما يقرب أربعة في المئة من مساحة منهاتن في ذلك الوقت.
جميع المباني تم تدميرها في أحداث 11 سبتمبر 2001.
مركز التجارة العالمي هو مجمع من الأبنية المكتملة جزئياً والتي ما زالت تحت الإنشاء، ويقع في مانهاتن السفلى، في نيويورك، بالولايات المتحدة؛ كما يحل محل مجمع الأبنية السابق المُكون من سبعة مباني تحمل الاسم ذاته على الموقع نفسه. ولقد برزت معالم مركز التجارة العالمي الأصلي للبرجين التوأمين، والذي افتتح في 4 أبريل عام 1973، ودُمر خلال أحداث 11 سبتمبر 2001، بالتزامن مع مركز التجارة العالمي 7. وتعرضت بقية الأبنية في المجمع للدمار الشديد الذي خلفه انهيار البرجين التوأمين، وهدمت في النهاية تحت أنقاضها، ويجري إعادة بناء الموقع الذي اشتمل على ست ناطحات سحاب جدد، ونصب تذكاري لقتلي الهجمات ومركز التجارة العالمي للنقل هوب. إن برج الحرية، المبنى الأطول في الولايات المتحدة، هو المبنى الرئيسي للمجمع الجديد الذي بلغ أكثر من 100 طابق عند اكتماله في نوفمبر عام 2014.

## لمحة عامة
مركز التجارة العالمي الأصلي مجمع كبير يتكون من سبعة مباني في الحي المالي من مانهاتن الدنيا، مدينة نيويورك، الولايات المتحدة. افتتح في 4 أبريل عام 1973، وتعرض للتدمير في عام 2001 أثناء هجمات 11 سبتمبر. البرجان التوأمان - يبلغ ارتفاع مركز التجارة العالمي الأصلي الأول، 1,368 قدمًا (417 م)؛ ومركز التجارة العالمي الثاني، 1,362 قدمًا (415.1 م) - أطول المباني في العالم، وذلك عند الانتهاء من بنائهما. ضمت المباني الأخرى في المجمع مركز ماريوت التجاري العالمي (مركز التجارة العالمي الثالث) ومركز التجارة العالمي الرابع ومركز التجارة العالمي الخامس ومركز التجارة العالمي السادس ومركز التجارة العالمي السابع. احتوى المجمع على 13,400,000 قدم مربع (1,240,000 متر مربع) من المساحات المكتبية.
بُني قلب المجمع بين عامي 1975 و1985، بتكلفة 400 مليون دولار (أي ما يُعادل 2.27 مليار دولار في عام 2018). تعرض مركز التجارة العالمي لعدة حوادث كبرى أثناء وجوده، بما في ذلك حريق في 13 فبراير عام 1975 وتفجير في 26 فبراير عام 1993 وسرقة بنك في 14 يناير عام 1998. قررت هيئة ميناء نيويورك ونيوجيرسي خصخصة المركز في عام 1998 عن طريق تأجير المباني لشركة خاصة تتولى إدراتها. مُنح عقد الإيجار إلى شركة عقارات سيلفرشتاين في يوليو عام 2001.
حلق المختطفون التابعون لتنظيم القاعدة بطائرتين من طراز بوينغ 767 صباح يوم 11 سبتمبر عام 2001، واصطدموا بالبرجين الشمالي والجنوبي في غضون دقائق متتالية؛ انهار كلا البرجين بعد ساعتين. أسفرت الهجمات عن مقتل 2,606 شخص داخل الأبراج وبالقرب منها، بالإضافة إلى مقتل جميع المسافرين على متن الطائرتين والبالغ عددهم 157 شخصًا. أدى الحطام المتساقط من الأبراج، بالإضافة إلى الحرائق الناتجة عن تساقط الحطام في العديد من المباني المحيطة، إلى انهيار جزئي أو كلي لجميع مباني المجمع، والتسبب في أضرار كارثية لعشرة مبانِ كبيرة أُخرى في المنطقة المحيطة.
استغرقت عملية التنظيف وإصلاح الأضرار في موقع مركز التجارة العالمي ثمانية أشهر، والتي شملت إزالة بقايا المباني الأخرى. يُبنى مجمع جديد لمركز التجارة العالمي بستة ناطحات سحاب جديدة وعدة مبانِ أُخرى، اكتمل بناء الكثير منها بالفعل. افتتح نصب تذكاري ومتحف لقتلى الهجمات ومركز جديد للنقل السريع وحديقة مرتفعة. يُعد مركز التجارة العالمي الأول، أطول مبنى في نصف الكرة الغربي، إذ يبلغ ارتفاعه 1,776 قدمًا (541 مترًا)، وهو المبنى الرئيسي للمجمع الجديد، اُنتهي من بنائه في نوفمبر عام 2014.
مركز التجارة العالمي أحد الرموز الرئيسية لمدينة نيويورك، أثناء وجوده. لعب دورًا رئيسيًا في الثقافة الشعبية وذلك وفقًا لأحد التقديرات المعروضة في 472 فيلمًا. غُيرت أو حُذفت التنويهات إلى المجمع، بعد تدمير مركز التجارة العالمي، وأُنتج اثنا عشر فيلمًا من «الأفلام التذكارية» العديدة.

## قبل مركز التجارة العالمي

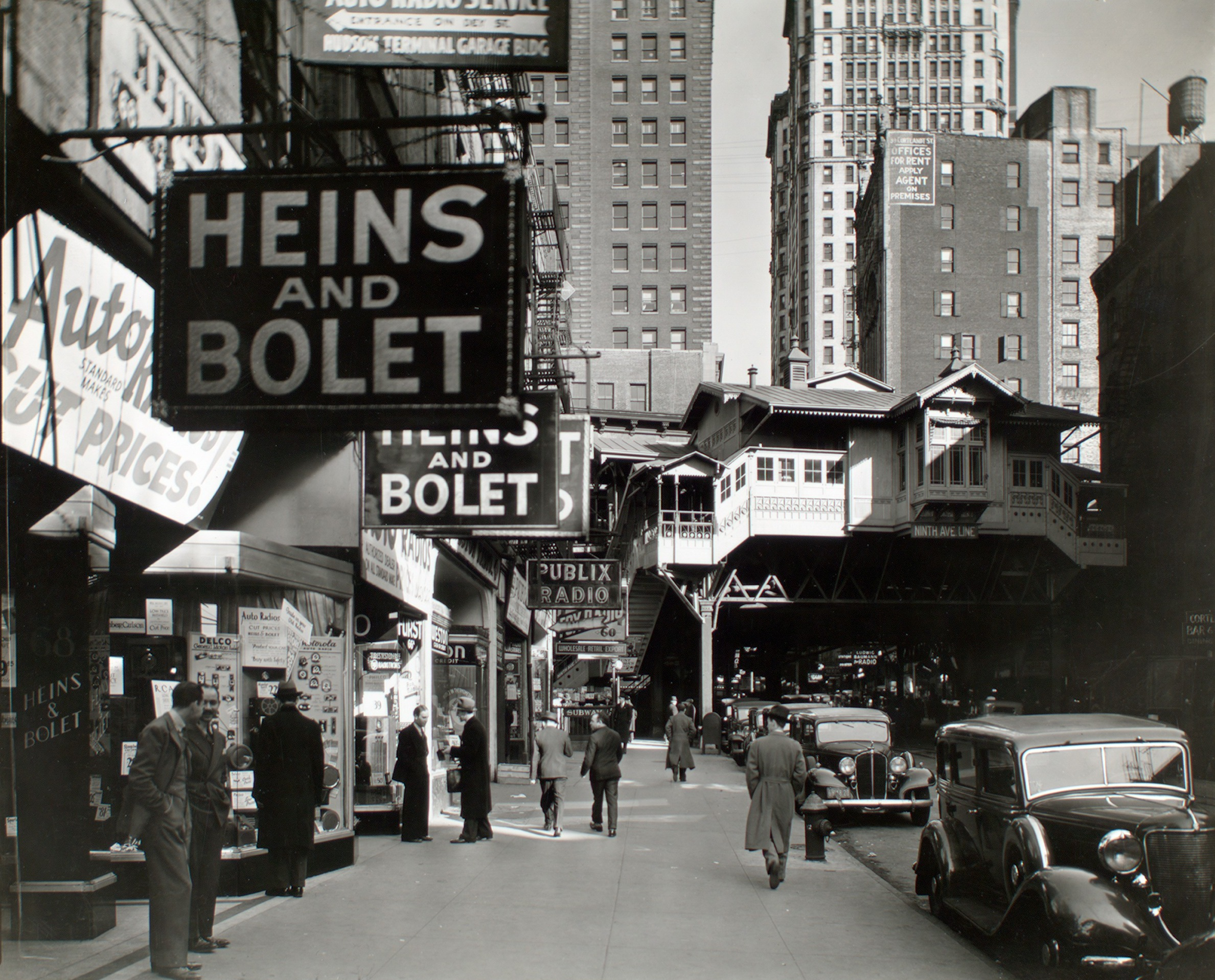
منطقة راديو رو عام 1936

موقع الجزء الغربي من مركز التجارة العالمي في الأصل تحت نهر هدسون. يقع شاطئ النهر بالقرب من شارع غرينتش، وهو أقرب إلى حدود الموقع الشرقية. احترقت سفينة المستكشف الهولندي أدريان بلوك، تايغر، في المياه على هذا الشاطئ، بالقرب من تقاطع شارع غرينتش وشارع داي السابق، في نوفمبر عام 1613، تاركة بلوك وطاقمه على الشاطئ وأجبرتهم على قضاء فصل الشتاء فوق سطح الجزيرة. بنوا أول مستوطنة أوروبية في مانهاتن. دُفنت بقايا السفينة تحت مكب النفايات عند توسيع الخط الساحلي ابتداءً من عام 1797 واُكتشفت أثناء أعمال الحفر في عام 1916. اُكتشفت بقايا السفينة الثانية التي تعود إلى القرن الثامن عشر في عام 2010 أثناء أعمال الحفر في الموقع. عُثر على السفينة، التي يُعتقد أنها فلوكة أبحرت عبر نهر هدسون، جنوبًا حيث موقع البرجين التوءمين، على بعد 20 قدمًا تقريبًا (6.1 م) تحت السطح.
أصبحت المنطقة تُعرف لاحقًا باسم راديو رو مدينة نيويورك، وذلك في الفترة من عام 1921 إلى 1966. الحي عبارة عن منطقة مستودعات والذي يُعرف الآن باسم تريبيكا والحي المالي. افتتح هاري شنيك راديو المدينة في شارع كورتلاند عام 1921، احتفظت المنطقة مؤخرًا بعدة مباني للمتاجر الإلكترونية، إذ كان شارع كورتلاند مركزها الرئيسي. تراكمت أجهزة الراديو المستخدمة وإلكترونيات الحرب الفائضة (مثل: أجهزة الراديو إيه آر سي - 5) وقطع الخردة بدرجة كبيرة في الشوارع، ما جعلها تجذب جامعي ومختلسي الأجهزة الإلكترونية. وفقًا لأحد الكُتاب عن الأنشطة التجارية في ذلك الوقت، أصبحت هذه المنطقة أيضًا منشأ الأنشطة التجارية القائمة على توزيع المكونات الإلكترونية.

### إنشاء مركز التجارة العالمي
اُقترحت فكرة إنشاء مركز التجارة العالمي في مدينة نيويورك لأول مرة في عام 1943. أقرت السلطة التشريعية لولاية نيويورك مشروع قانون يُفوض محافظ نيويورك توماس ادموند ديوي للبدء في وضع خطط المشروع، ولكن وُضعت هذه الخطط على قيد الانتظار في عام 1949. تركز النمو الاقتصادي في وسط مدينة مانهاتن بمدينة نيويورك، خلال أواخر الأربعينيات والخمسينيات من القرن الماضي. اقترح ديفيد روكفلر على هيئة الميناء بناء مركز التجارة العالمي في مانهاتن السفلى، للمساعدة في تنشيط الإصلاح العمراني هناك.
بدأت خطط استخدام الميدان المرموق في عام 1961، بإزالة متاجر راديو رو الواقع على حدود شوارع فيرسي والكنيسة والحرية والشوارع الغربية، عندما قررت هيئة ميناء نيويورك ونيوجيرسي بناء أول مركز تجاري عالمي في العالم. كان لديهم خياران: الجانب الشرقي من مانهاتن السفلى، بالقرب من ميناء الشارع الجنوبي؛ أو الجانب الغربي، بالقرب من محطة سكك حديد هدسون ومانهاتن ومحطة هدسون النهائية. وُضعت الخطط الأولية، وأُعلن عنها في عام 1961، إذ حُدد موقع مركز التجارة العالمي على طول النهر الشرقي. طلبت هيئة الميناء، بصفتها وكالة مزدوجة الجنسية، موافقة كلًا من محافظ نيويورك ونيوجيرسي على المشاريع الجديدة. عارض محافظ نيو جيرسي روبرت بومل ماينر حصول نيويورك على تمويل قدره 335 مليون دولار للمشروع. وصلت المفاوضات مع محافظ نيو جيرسي المُنتهية ولايته، ماينر، إلى طريق مسدود، باقتراب نهاية عام 1961.
انخفض عدد الركاب على سكك حديد هدسون ومانهاتن في نيو جيرسي في ذلك الوقت بصورة ملحوظة من 113 مليون راكب في عام 1927 إلى 26 مليون في عام 1958 بعد افتتاح أنفاق وجسور جديدة للسيارات عبر نهر هدسون. عرضت هيئة الميناء تولي إدارة شركة سكك حديد هدسون ومانهاتن، في الاجتماع المعقود في ديسمبر عام 1961 بين مدير هيئة ميناء أوستن جاي توبين ومحافظ ولاية نيوجيرسي الجديد ريتشارد جاي هيوز. وقرروا نقل مشروع مركز التجارة العالمي إلى موقع مبنى محطة هدسون النهائية على الجانب الغربي من مانهاتن السفلى، وهو موقع أكثر ملاءمة لركاب نيوجيرسي القادمين عبر باث. وافقت نيو جيرسي على دعم مشروع مركز التجارة العالمي، نظرًا للموقع الجديد واستحواذ هيئة الميناء على ملكية سكك حديد هدسون ومانهاتن. غيرت هيئة الميناء اسم سكك حديد هدسون ومانهاتن إلى »هيئة ميناء هدسون للنقل«، أو باث لفترة قصيرة، كجزء من الاتفاق.
دفعت هيئة الميناء لكل نشاط تجاري 3,000 دولار، تعويضًا لملاك الأنشطة التجارية عن ترحيلهم، بغض النظر عن مدة استمرار الأنشطة التجارية أو مدى ازدهارها هناك. بدأت سلطة الميناء في شراء العقارات في المنطقة لبناء مركز التجارة العالمي بحلول مارس عام 1965، وبدأ هدم راديو رو في مارس عام 1966. هُدم بالكامل بحلول نهاية هذا العام.
دعت الحاجة أيضًا إلى الحصول على موافقة من محافظ مدينة نيويورك جون ليندساي ومجلس مدينة نيويورك. تركزت الخلافات مع مجلس المدينة على مسائل الضرائب. تُوصل إلى اتفاق في 3 أغسطس عام 1966، تقوم بموجبه هيئة الميناء بتسديد مدفوعات سنوية إلى مجلس المدينة بدلًا من فرض الضرائب على جزء من مركز التجارة العالمي المُؤجر للقطاع الخاص. ارتفعت المدفوعات مع زيادة معدل الضريبة العقارية الحقيقة، في السنوات اللاحقة.

## وصلات خارجية
- World Trade Center official site
- National September 11 Memorial & Museum at the World Trade Center (official site)
- DMOZ directory